# Xixuthrus granulipennis
Xixuthrus granulipennis es una especie de escarabajo longicornio del género Xixuthrus, categorizada en la tribu Macrotomini, de la subfamilia Prioninae. Fue descrita por Komiya en 2000.

## Descripción
Mide 61,4-98,5 mm de longitud.

## Distribución
Se distribuye por Papúa Nueva Guinea.